# Disestesia
Disestesia é um distúrbio neurológico que é caraterizado por enfraquecimento ou alteração na sensibilidade dos sentidos, nomeadamente periféricos. A sensação de queimadura, entorpecimento, formigueiro, choques elétricos ou vibração sem a presença de quaisquer estímulos externos.